# Obraz Przemienienia Pańskiego (z Krużlowej)
Obraz Przemienienia Pańskiego – Pana Jezusa Przemienionego (Veraicon) – obraz Pana Jezusa, łaskami słynący umieszczony w kościele sanktuaryjnym w Krużlowej koło Grybowa (pod Nowym Sączem) w województwie małopolskim.

## Historia i opis obrazu

### Opis obrazu krużlowskiego
W ołtarzu głównym kościoła parafialnego umieszczony jest łaskami słynący obraz Przemienienia Pańskiego w typie Veraicon. Namalowany na lipowej desce o kształcie prostokąta, mającej wymiary 82 × 68 cm.
Obraz przedstawia młodzieńcze pełne powagi i dostojeństwa Oblicze Jezusa Chrystusa, otoczone w górnej części złotym nimbem zdobiony promieniami i stylizowaną ornamentyką roślinną. Chrystus ma wysokie czoło, z przedziałkiem pośrodku. Czarne włosy opadają po bokach twarzy. Na twarzy widnieje czarna, spiczasta broda z wąsami. Zarysowane są mocno łuki brwiowe, a oczy są szeroko otwarte. Światłocień na tym obrazie wskazuje na dzieło renesansu. Lewa część twarzy Jezusa pokryta jest spokojnym chiaroscuro zacieniającym niemal cały lewy policzek i skroń Zbawiciela. Kontrast ten podkreśla trójwymiarowość oblicza Chrystusa. Obraz dopełnia zielone tło oraz majuskułowy napis o renesansowym kroju liter z języka łacińskiego u dołu obrazu: Salve Sancta Facies nostri Redeptoris w tłumaczeniu: Witaj, Święte Oblicze naszego Odkupiciela. Historycy sztuki twierdzą, że Veraicon krużlowski powstał ok. 1500 r. w gotyckim warsztacie małopolskim (pod wpływem pierwowzoru bizantyńskiego bądź bizantyńsko-ruskiego). W XVII w. obraz przemalowano. Przed konserwacją, którą przeprowadził w latach międzywojennych J.E. Dutkiewicz, głowę Chrystusa otaczała korona barokowa wykonana ze srebrnej blachy. Odsłonięto wtedy nimbus i odkryto prawe ucho. Ostatnia konserwacja obrazu odbyła się w 2001 roku, odkryto wówczas lewe ucho.
Obraz Przemienienia Pańskiego z Krużlowej nie jest kopią obrazu Przemienienia z sądeckiej Bazyliki św. Małgorzaty. Obraz krużlowski i sądecki to dzieła równorzędne (podobne), powstałe w tym samym czasie i terytorium.

### Historia cudownego wizerunku Chrystusa Krużlowskiego
Nie wiadomo jak obraz znalazł się w Krużlowej. Najstarsze dokumenty z wizytacji parafii zawierające spisy rzeczy znajdujących się w kościele nie mówią o obrazie Przemienienia. Akta wizytacji z 1728 r. mówią o ołtarzu Przemienienia Pańskiego, ale nie zawierają informacji na temat kultu. Wyczytać z nich można, że na obrazie Przemienienia Pańskiego nałożona jest srebrna korona oraz wyliczone są złożone wota. Wzmiankę o tym, że obraz uznano za słynący łaskami znaleźć można w tabelach biskupa Andrzeja Stanisława Kostki Załuskiego z 1748 r. W 1766 r. ołtarz Przemienienia Pańskiego wymieniany jest jako boczny („4-tum altare Transfigurationis Domini, coloribus depictum”). Akta wizytacji tego roku (1766) mówią również o koronie srebrnej w promienie na obrazie Chrystusa oraz o wotach: małych srebrnych – 7, to jest: „dwa w serca, w tabliczkę pięć; z tych wotów dwa większe”. Obraz zasłynął łaskami i znalazł się w ołtarzu głównym po 1766 r. Wizerunek Jezusa mógł znaleźć się w Krużlowej dzięki rodowi Pieniążków, którzy władali tutejszym terenem.
Biskup Grzegorz Tomasz Ziegler podczas wizytacji parafii w Krużlowej w 1825 r. napisał o wizerunku: Imago D. N. J. Chr. admirandae pulchritudinis (Obraz Pana Naszego Jezusa Chrystusa przedziwnej piękności).
Cudowny obraz zasłaniany i odsłaniany jest obrazem przedstawiającym Jezusa ukrzyżowanego. Przy odsłanianiu i zasłanianiu słychać intradę specjalnie skomponowaną dla tego sanktuarium (wizerunku).
Na ziemi sądeckiej są znane i otaczane czcią dwa wizerunki. Są to obrazy w Nowym Sączu i w Krużlowej. Obraz Chrystusa Przemienionego czczony jest także w Dobrej koło Tymbarku.

## Kult
Obraz Pana Jezusa od początku znajdował się w starym kościele Narodzenia NMP. W latach 1986–2003 wzniesiono nowy kościół (sanktuarium Pana Jezusa Przemienionego) i w tym samym czasie przeniesiono obraz do nowego kościoła, gdzie znajduje się w głównym ołtarzu. Wokół obrazu znajdują się kasety z wotami (niektóre mają ponad 200 lat). W każdy czwartek odbywa się nowenna do Przemienienia Pańskiego, a w sierpniu odbywa się Tygodniowy Wielki Odpust (6 sierpnia – to centralny dzień odpustu). W trakcie trwania odpustu przybywa ok. 10 tys. wiernych pochodzących m.in. z Gorlic, Grybowa, Jasła, a także okolicznych parafii. Do sanktuarium przybywa rocznie 20 tys. pielgrzymów.